# Brygada KOP „Nowogródek”
Brygada KOP „Nowogródek” – brygada piechoty Korpusu Ochrony Pogranicza.

## Formowanie i zmiany organizacyjne
We wrześniu 1924 powołano Korpus Ochrony Pogranicza. 2 Brygada Ochrony Pogranicza zorganizowana została w pierwszym etapie formowania Korpusu. Podstawą formowania był rozkaz szefa Sztabu Generalnego nr L. dz. 12044/O.de B./24 z dnia 27 września 1924.
Zorganizowano ją w październiku 1924, na terenie województwa nowogródzkiego. 2 oraz 3 Brygadę formowały okręgi: I Warszawa, III Grodno i IX Brześć. W skład 2 Brygady weszły: 6 batalion graniczny, 8 batalion graniczny, 9 batalion graniczny, 2 szwadron kawalerii, 9 szwadron kawalerii i 10 szwadron kawalerii. Przegrupowanie do miejsca przeznaczenia brygada rozpoczęła 27 października 1924. Oddziały brygady rozwinęły się od Lubienia na południu do Rakowa na północy i rozpoczęły służbę ochronną w pasie o szerokości 162 km i głębokości 30 km. Dowództwo brygady rozmieszczono w Baranowiczach przy ulicy Szosowej 42.
W 1926 zorganizowano na szczeblu brygady szkołę podoficerską dla niezawodowych podoficerów piechoty. Szkoła stacjonowała w Klecku przy 9 batalionie granicznym.
Latem 1928 zlikwidowana została szkoła podoficerska. W jej miejsce, oraz w miejsce identycznych szkół funkcjonujących w pozostałych brygadach, w twierdzy Osowiec utworzony został batalion szkolny KOP. Ponadto przy 2 Brygadzie OP zorganizowano Szkołę Tresury Psów Meldunkowych. Szkoła stacjonowała w Klecku przy 9 batalionie granicznym.
W 1928 brygada ochraniała odcinek granicy państwowej długości 180,099 kilometrów.
Aby zapewnić odpowiednią liczbę żołnierzy z wyszkoleniem saperskim, 1 kwietnia 1928 utworzono brygadowy ośrodek wyszkolenia pionierów przy 9 batalionie granicznym w Klecku.
W 1931 zorganizowano kompanie saperów dla poszczególnych brygad Korpusu Ochrony Pogranicza zorganizowano kompanie saperów dla poszczególnych brygad Korpusu Ochrony Pogranicza. Dzieliły się na cztery typy, a nazwy przybierały od macierzystych jednostek. Brygada „Nowogródek” otrzymała kompanię typu III. Kompanie tego typu miały dwa plutony po trzy drużyny i drużynę gospodarczą. Etat kompanii wynosił 3 oficerów, 9 podoficerów i 80 szeregowców.
31 stycznia 1934 została zlikwidowana Szkoła Tresury Psów Meldunkowo-Śledczych KOP w Klecku. Rozkazem dowódcy KOP z 23 lutego 1937 została zapoczątkowana pierwsza faza reorganizacji Korpusu Ochrony Pogranicza „R.3”. Jej wynikiem było między innymi rozformowanie Brygady KOP „Nowogródek”. Pułk KOP „Wołożyn” został podporządkowany bezpośrednio dowódcy korpusu, a pozostałe pododdziały weszły w skład pułku KOP „Snów”.

## Struktura organizacyjna
- Dowództwo 2 Brygady Ochrony Pogranicza w Baranowiczach
- 6 batalion graniczny w Iwieńcu
- 8 batalion graniczny w Stołpcach
- 9 batalion graniczny w Klecku
- 2 szwadron kawalerii w Iwieńcu
- 10 szwadron kawalerii w Radziwiłłmontach

Struktura 2 Brygady Ochrony Pogranicza w 1927
- Dowództwo 2 Brygady Ochrony Pogranicza w Baranowiczach
- 8 batalion graniczny
- 9 batalion graniczny
- 27 batalion odwodowy
- 9 szwadron kawalerii
- 10 szwadron kawalerii
- 4 szkolny szwadron kawalerii?
- szkoła podoficerów niezawodowych brygady
- szkoła tresury psów meldunkowych KOP w Klecku
- pluton żandarmerii przy 2 BOP

Struktura Brygady KOP „Nowogródek” w styczniu 1934
- Dowództwo Brygady KOP „Nowogródek”
- pułk KOP „Wołożyn”
- batalion KOP „Stołpce”
- batalion KOP „Kleck”
- batalion KOP „Snów”
- szwadron kawalerii KOP „Stołpce”
- szwadron kawalerii KOP „Radziwiłłmonty”
- kompania saperów KOP „Stołpce”
- Szkoła Tresury Psów Meldunkowo-Śledczych KOP w Klecku

## Obsada personalna dowództwa brygady
Dowódcy brygady

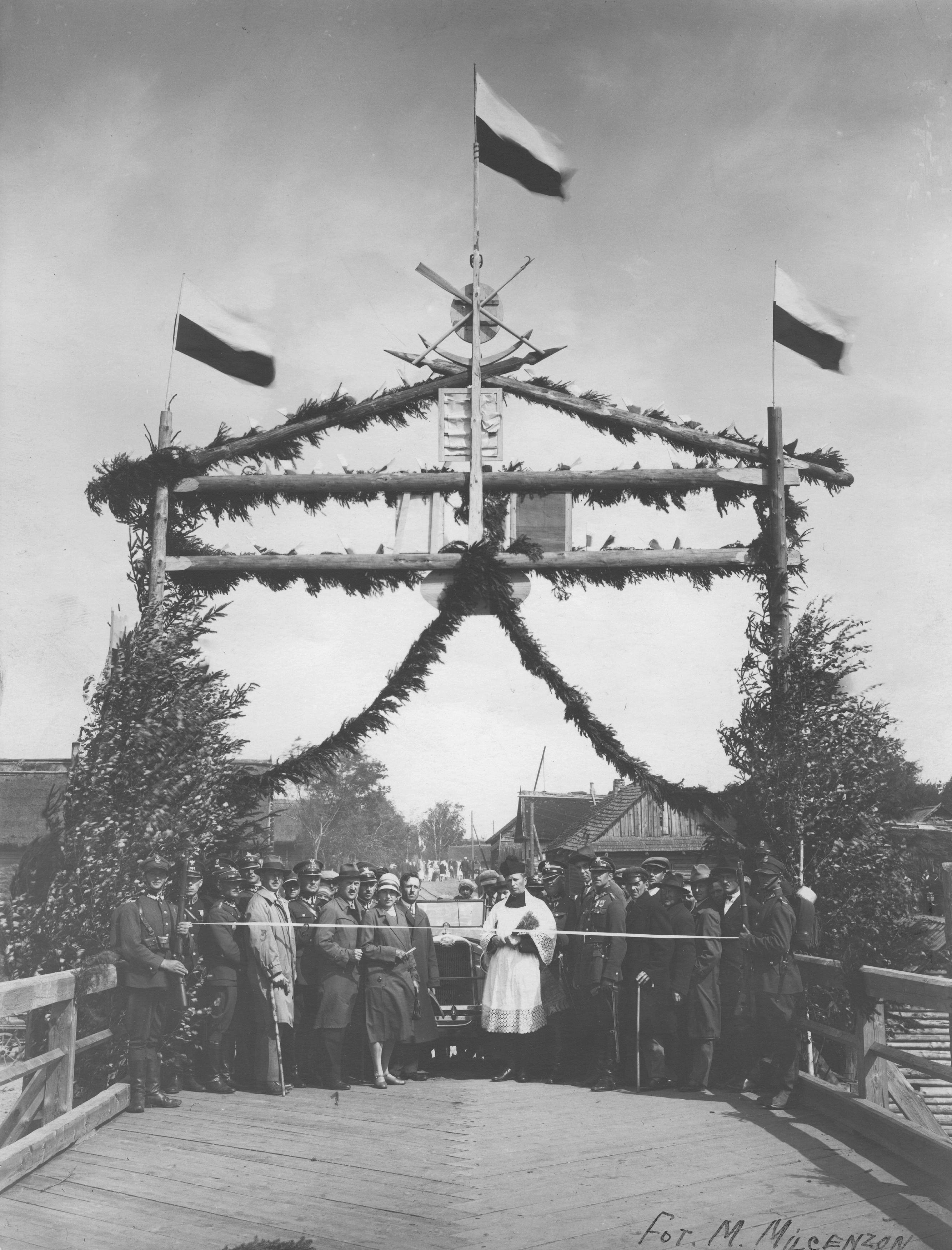
Mikołajewszczyzna. W środku płk Stanisław Juszczacki

- płk sap. Józef Olszyna-Wilczyński (10 X 1924[16] – XI 1925 → dowódca 1 Brygady OP[17])
- płk piech. Stefan Wiktor Pasławski (27 XI 1925[18] – 17 II[18] / 6 V 1926 → dowódca 6 Brygady OP[19])
- mjr piech. Kazimierz Niedźwiedzki (wz. 17 II – 1 VIII 1926)[18]
- płk piech. Bolesław Antoni Fijałkowski (6 V[20] – VII 1926 → dowódca 5 Brygady OP[21])
- płk piech. Bronisław Ostrowski (1 VIII 1926 – 3 III 1928[18] → dyspozycja Ministra Skarbu[22])
- płk piech. Stanisław Juszczacki (20 II 1928[22][18] – 22 XI 1930[23]  → dyspozycja I wiceministra i szefa Administracji Armii[24])
- płk piech. dr Jerzy Roman Trojanowski (7 I 1931 – 12 XI 1935)[18]
- płk piech. Romuald Kohutnicki (12 XI 1935 – III 1937[18] → dyspozycja Ministra Spraw Wojskowych[25])
- ppłk dypl. Tadeusz Puszczyński (wz. 1 XI 1936 – 15 III 1937[18])

Szefowie sztabu
- mjr dypl. piech. Jerzy Oskierka-Kramarczyk (1927 – 7 VI 1930 → dowódca baonu w 1 pspodh)
- kpt. dypl. piech. Tadeusz Jan Tokarz (od 7 VI 1930[26])
- kpt. dypl. Stanisław II Gawroński (do 9 XII 1932 → Dowództwo KOP[27])
- kpt. dypl. Jan Antoni Becher (9 XII 1932[27] – 7 VI 1934 → szef sztabu Brygady KOP „Grodno”[28])
- mjr dypl. Ludwik Marian Sobolewski (od 7 VI 1934[29])

Oficerowie sztabu brygady
- mjr piech. Kazimierz Niedźwiedzki (31 X 1924[30][31] – 1927 → dowódca 6 baonu granicznego)
- kpt. SG Wielisław Krajowski (25 VI – 6 VIII 1927 → referent w DOK IX)
- mjr SG Jerzy Oskierka-Kramarczyk (6 VIII – ? 1927 → szef sztabu brygady)

Obsada oficerska 30 września 1928 :
- dowódca brygady – płk Stanisław Juszczacki
- szef sztabu mjr szt. gen. Jerzy Oskierka-Kramarczyk
- kierownik referatu wywiadowczego – kpt. Tadeusz Bruniewski
- oficer referatu wywiadowczego – kpt. Antoni Laskowski[b]
- oficer ordynansowy – por. Leon Modzelewski
- oficer sztabu – por. Kazimierz Biskupski
- oficer nadetatowy – por. Franciszek Kurka